# Legia Zasługi
Legia Zasługi lub Legia Zasług (ang. Legion of Merit) – wysokie odznaczenie USA, ustanowione w 1942 roku, przyznawane wojskowym za zasługi podczas pokoju lub wojny. Od 1943 roku obywatele Stanów Zjednoczonych mogą być odznaczeni jedynie najniższym stopniem – pozostałe stopnie nadaje się wyłącznie żołnierzom innych państw. 

## Stopnie orderu
Odznaczenie jest czterostopniowe:
- Główny Komandor (Chief Commander) – przyznawany głowom państw, szefom rządów i naczelnym dowódcom[1] (pierwszym odznaczonym był chiński generalissimus Czang Kaj-szek).
- Komandor (Commander) – przyznawany najwyższym dowódcom wojskowym[1] (pierwszym odznaczonym był brazylijski generał brygady Amaro Soares Bittencourt).
- Oficer (Officer) – przyznawany zwykle wyższym oficerom[1] (pierwszymi odznaczonymi byli: holenderski pułkownik Johanes K. Meijer, brytyjski major Herbert J. Thompson i polski major Stefan Dobrowolski). W 1991 roku, jako pierwszy (?) Polak po II wojnie światowej takie odznaczenie otrzymał generał brygady Stanisław Woźniak za pełnienie funkcji dyplomatycznej Attaché Obrony, Wojskowego, Morskiego i Lotniczego przy Ambasadzie RP w Dystrykcie Kolumbia. Odznaczenie to otrzymał m.in. gen. bryg. Sławomir Petelicki oraz gen. bryg. Cezary Podlasiński – dowódca XIV zmiany PKW Afganistan[3]. Ostatnio (wrzesień 2014) zostało ono wręczone gen. dyw. Andrzejowi Fałkowskiemu – Polskiemu Przedstawicielowi Wojskowemu przy Komitetach Wojskowych NATO i Unii Europejskiej[4]
- Legionista (Legionnaire) – przyznawany wszystkim, nie wymienionym powyżej[1] (pierwszą odznaczoną była porucznik Anna A. Bernatitus – pielęgniarka US Navy). Jedynie tym stopniem mogą być dekorowani obywatele Stanów Zjednoczonych (wyjątek stanowi 60 pierwszych Amerykanów, którzy otrzymali Legię w stopniu oficera podczas II wojny światowej). Stopień ten może być nadany wielokrotnie. Przy nadaniach za zasługi bojowe na wstążce umieszczana jest brązowa litera „V”.

Ustanowiony w 1945 roku Medal Wolności jest niekiedy uważany za odpowiednik Legii Zasługi dla osób cywilnych.
| Główny Komandor | Komandor | Oficer | Legionista |
| --------------- | -------- | ------ | ---------- |
| Główny Komandor | Komandor | Oficer | Legionista |